# Mando de Operaciones

Escudo del Mando de Operaciones de las Fuerzas Armadas Españolas.

El Mando de Operaciones (MOPS) es, junto al Estado Mayor Conjunto de la Defensa, el Centro de Inteligencia de las Fuerzas Armadas, el Mando Conjunto de Ciberdefensa, las organizaciones operativas permanentes, los órganos militares relacionados con organizaciones internacionales o multinacionales y los órganos auxiliares, un órgano básico del Estado Mayor de la Defensa de España, y tiene como función la planificación, conducción operacional y el seguimiento de las operaciones militares a través del Jefe del Estado Mayor de la Defensa.
El Comandante del Mando de Operaciones, que será un general en servicio activo perteneciente a los Cuerpos Generales de los Ejércitos o de la Armada, ostenta la Jefatura, auxiliado en sus funciones de un Estado Mayor, y es el responsable de:
1. Planeamiento y la ejecución o el seguimiento de las operaciones conjuntas, combinadas y específicas excepto las correspondientes a las misiones permanentes en tiempo de paz que tengan asignadas los Jefes de Estado Mayor de los Ejércitos y la Armada.
2. Elaborar la documentación relativa al planeamiento operativo.
3. Efectuar el seguimiento de la actuación de las fuerzas transferidas a una autoridad no nacional.
4. Llevar a cabo el control de los medios de despliegue y proponer los necesarios para tal fin, además de su inspección.

El Cuartel General del Mando de Operaciones posee la siguiente estructura:
- El Estado Mayor del Mando de Operaciones: Órgano de apoyo y asesoramiento directo.
  - Secretaría Técnica (Sección J0)
  - Sección J1: Personal
  - Sección J2: Inteligencia
  - Sección J3: Operaciones en Curso
  - Sección J4A: Logística Operativa
  - Sección J4B: Sanidad Operativa
  - Sección J5: Planes
  - Sección J6: CIS (Sistemas de Información y Comunicaciones)
  - Sección J7: Adiestramiento y Ejercicios
  - Sección J8: Recursos y Finanzas
  - Sección J9: Influencia
- Mando Conjunto de Operaciones Especiales
- Unidad de Estudios: Presta apoyo al Comandante del Mando de Operaciones mediante estudios y tareas de asesoramiento.